# Khatwanga
Khatwanga (sanskryt: खट्वाङ्ग, trl. khaṭvāṅga, ang. Khatvanga) – kostur
o znaczeniu religijnym w indyjskich religiach dharmicznych, w tym w tantryzmie.

## Hinduizm
Khatwangi zwieńczone ludzką czaszką stanowiły element rozpoznawczy ascetów niektórych nurtów hinduistycznych w Indiach. Zaliczani są do nich lakulowie i kapalikowie.

## Buddyzm
Padmasambhawa bywa przedstawiany z khatwangą.